# 莫達爾爵士樂
调式爵士是爵士乐的一种，在和声架构方面采用调式而非进行式和弦。调式爵士乐发源于20世纪50年代末和60年代，最典型的代表是迈尔士·戴维斯的专辑（1958）、专辑（1959）和1960至1964年约翰·柯川的古典四人组。其他重要的表演者包括比尔·艾文斯、贺比·汉考克、Wayne Shorter和McCoy Tyner。该名称原先源于在独奏时使用调式的不同音高，但此种音乐形式的作品或伴奏还可以有如下特点：
1. 缓慢的和声节奏，一个和弦可以长达四至十六甚至更多个小节；
2. 持续低音[3]和反复；
3. 没有或较少有全音阶功能性的进行式和弦；
4. 四度音程的和声或旋律。